# Louvoiement (échecs)
Le louvoiement aux échecs est présenté par Aaron Nimzowitsch — par extension de son sens en navigation à voile, où louvoyer signifie avancer en zigzags en changeant d'orientation par rapport au vent — comme l'attaque de différentes façons d'une faiblesse ennemie ou encore l'attaque simultanée (d'un seul coup) de plusieurs faiblesses ennemies. Cette manœuvre stratégique vise à susciter chez l'adversaire des affaiblissements structurels que l'on exploitera par la suite, à forcer notamment les pièces de celui-ci à occuper de mauvaises positions.
Selon Max Euwe, Siegbert Tarrasch est considéré comme le premier à avoir utilisé consciemment cette manœuvre qu’il a qualifiée de manière quelque peu dépréciative de « jouer au chat et à la souris ».

## Partie d'exemple
|   | a | b | c | d | e | f | g | h |   |
| 8 | Tour noire sur case noire h8 · Pion noir sur case blanche f7 · Roi noir sur case noire g7 · Dame noire sur case noire b6 · Pion noir sur case noire d6 · Pion noir sur case blanche g6 · Cavalier noir sur case noire c5 · Pion noir sur case noire e5 · Fou noir sur case noire g5 · Tour noire sur case blanche h5 · Pion noir sur case noire b4 · Dame blanche sur case blanche c4 · Pion blanc sur case blanche e4 · Pion blanc sur case blanche f3 · Pion blanc sur case noire g3 · Pion blanc sur case noire b2 · Pion blanc sur case blanche c2 · Roi blanc sur case blanche g2 · Cavalier blanc sur case noire h2 · Tour blanche sur case blanche d1 · Tour blanche sur case noire e1 · Cavalier blanc sur case blanche f1 | Tour noire sur case noire h8 · Pion noir sur case blanche f7 · Roi noir sur case noire g7 · Dame noire sur case noire b6 · Pion noir sur case noire d6 · Pion noir sur case blanche g6 · Cavalier noir sur case noire c5 · Pion noir sur case noire e5 · Fou noir sur case noire g5 · Tour noire sur case blanche h5 · Pion noir sur case noire b4 · Dame blanche sur case blanche c4 · Pion blanc sur case blanche e4 · Pion blanc sur case blanche f3 · Pion blanc sur case noire g3 · Pion blanc sur case noire b2 · Pion blanc sur case blanche c2 · Roi blanc sur case blanche g2 · Cavalier blanc sur case noire h2 · Tour blanche sur case blanche d1 · Tour blanche sur case noire e1 · Cavalier blanc sur case blanche f1 | Tour noire sur case noire h8 · Pion noir sur case blanche f7 · Roi noir sur case noire g7 · Dame noire sur case noire b6 · Pion noir sur case noire d6 · Pion noir sur case blanche g6 · Cavalier noir sur case noire c5 · Pion noir sur case noire e5 · Fou noir sur case noire g5 · Tour noire sur case blanche h5 · Pion noir sur case noire b4 · Dame blanche sur case blanche c4 · Pion blanc sur case blanche e4 · Pion blanc sur case blanche f3 · Pion blanc sur case noire g3 · Pion blanc sur case noire b2 · Pion blanc sur case blanche c2 · Roi blanc sur case blanche g2 · Cavalier blanc sur case noire h2 · Tour blanche sur case blanche d1 · Tour blanche sur case noire e1 · Cavalier blanc sur case blanche f1 | Tour noire sur case noire h8 · Pion noir sur case blanche f7 · Roi noir sur case noire g7 · Dame noire sur case noire b6 · Pion noir sur case noire d6 · Pion noir sur case blanche g6 · Cavalier noir sur case noire c5 · Pion noir sur case noire e5 · Fou noir sur case noire g5 · Tour noire sur case blanche h5 · Pion noir sur case noire b4 · Dame blanche sur case blanche c4 · Pion blanc sur case blanche e4 · Pion blanc sur case blanche f3 · Pion blanc sur case noire g3 · Pion blanc sur case noire b2 · Pion blanc sur case blanche c2 · Roi blanc sur case blanche g2 · Cavalier blanc sur case noire h2 · Tour blanche sur case blanche d1 · Tour blanche sur case noire e1 · Cavalier blanc sur case blanche f1 | Tour noire sur case noire h8 · Pion noir sur case blanche f7 · Roi noir sur case noire g7 · Dame noire sur case noire b6 · Pion noir sur case noire d6 · Pion noir sur case blanche g6 · Cavalier noir sur case noire c5 · Pion noir sur case noire e5 · Fou noir sur case noire g5 · Tour noire sur case blanche h5 · Pion noir sur case noire b4 · Dame blanche sur case blanche c4 · Pion blanc sur case blanche e4 · Pion blanc sur case blanche f3 · Pion blanc sur case noire g3 · Pion blanc sur case noire b2 · Pion blanc sur case blanche c2 · Roi blanc sur case blanche g2 · Cavalier blanc sur case noire h2 · Tour blanche sur case blanche d1 · Tour blanche sur case noire e1 · Cavalier blanc sur case blanche f1 | Tour noire sur case noire h8 · Pion noir sur case blanche f7 · Roi noir sur case noire g7 · Dame noire sur case noire b6 · Pion noir sur case noire d6 · Pion noir sur case blanche g6 · Cavalier noir sur case noire c5 · Pion noir sur case noire e5 · Fou noir sur case noire g5 · Tour noire sur case blanche h5 · Pion noir sur case noire b4 · Dame blanche sur case blanche c4 · Pion blanc sur case blanche e4 · Pion blanc sur case blanche f3 · Pion blanc sur case noire g3 · Pion blanc sur case noire b2 · Pion blanc sur case blanche c2 · Roi blanc sur case blanche g2 · Cavalier blanc sur case noire h2 · Tour blanche sur case blanche d1 · Tour blanche sur case noire e1 · Cavalier blanc sur case blanche f1 | Tour noire sur case noire h8 · Pion noir sur case blanche f7 · Roi noir sur case noire g7 · Dame noire sur case noire b6 · Pion noir sur case noire d6 · Pion noir sur case blanche g6 · Cavalier noir sur case noire c5 · Pion noir sur case noire e5 · Fou noir sur case noire g5 · Tour noire sur case blanche h5 · Pion noir sur case noire b4 · Dame blanche sur case blanche c4 · Pion blanc sur case blanche e4 · Pion blanc sur case blanche f3 · Pion blanc sur case noire g3 · Pion blanc sur case noire b2 · Pion blanc sur case blanche c2 · Roi blanc sur case blanche g2 · Cavalier blanc sur case noire h2 · Tour blanche sur case blanche d1 · Tour blanche sur case noire e1 · Cavalier blanc sur case blanche f1 | Tour noire sur case noire h8 · Pion noir sur case blanche f7 · Roi noir sur case noire g7 · Dame noire sur case noire b6 · Pion noir sur case noire d6 · Pion noir sur case blanche g6 · Cavalier noir sur case noire c5 · Pion noir sur case noire e5 · Fou noir sur case noire g5 · Tour noire sur case blanche h5 · Pion noir sur case noire b4 · Dame blanche sur case blanche c4 · Pion blanc sur case blanche e4 · Pion blanc sur case blanche f3 · Pion blanc sur case noire g3 · Pion blanc sur case noire b2 · Pion blanc sur case blanche c2 · Roi blanc sur case blanche g2 · Cavalier blanc sur case noire h2 · Tour blanche sur case blanche d1 · Tour blanche sur case noire e1 · Cavalier blanc sur case blanche f1 | 8 |
| 7 | Tour noire sur case noire h8 · Pion noir sur case blanche f7 · Roi noir sur case noire g7 · Dame noire sur case noire b6 · Pion noir sur case noire d6 · Pion noir sur case blanche g6 · Cavalier noir sur case noire c5 · Pion noir sur case noire e5 · Fou noir sur case noire g5 · Tour noire sur case blanche h5 · Pion noir sur case noire b4 · Dame blanche sur case blanche c4 · Pion blanc sur case blanche e4 · Pion blanc sur case blanche f3 · Pion blanc sur case noire g3 · Pion blanc sur case noire b2 · Pion blanc sur case blanche c2 · Roi blanc sur case blanche g2 · Cavalier blanc sur case noire h2 · Tour blanche sur case blanche d1 · Tour blanche sur case noire e1 · Cavalier blanc sur case blanche f1 | Tour noire sur case noire h8 · Pion noir sur case blanche f7 · Roi noir sur case noire g7 · Dame noire sur case noire b6 · Pion noir sur case noire d6 · Pion noir sur case blanche g6 · Cavalier noir sur case noire c5 · Pion noir sur case noire e5 · Fou noir sur case noire g5 · Tour noire sur case blanche h5 · Pion noir sur case noire b4 · Dame blanche sur case blanche c4 · Pion blanc sur case blanche e4 · Pion blanc sur case blanche f3 · Pion blanc sur case noire g3 · Pion blanc sur case noire b2 · Pion blanc sur case blanche c2 · Roi blanc sur case blanche g2 · Cavalier blanc sur case noire h2 · Tour blanche sur case blanche d1 · Tour blanche sur case noire e1 · Cavalier blanc sur case blanche f1 | Tour noire sur case noire h8 · Pion noir sur case blanche f7 · Roi noir sur case noire g7 · Dame noire sur case noire b6 · Pion noir sur case noire d6 · Pion noir sur case blanche g6 · Cavalier noir sur case noire c5 · Pion noir sur case noire e5 · Fou noir sur case noire g5 · Tour noire sur case blanche h5 · Pion noir sur case noire b4 · Dame blanche sur case blanche c4 · Pion blanc sur case blanche e4 · Pion blanc sur case blanche f3 · Pion blanc sur case noire g3 · Pion blanc sur case noire b2 · Pion blanc sur case blanche c2 · Roi blanc sur case blanche g2 · Cavalier blanc sur case noire h2 · Tour blanche sur case blanche d1 · Tour blanche sur case noire e1 · Cavalier blanc sur case blanche f1 | Tour noire sur case noire h8 · Pion noir sur case blanche f7 · Roi noir sur case noire g7 · Dame noire sur case noire b6 · Pion noir sur case noire d6 · Pion noir sur case blanche g6 · Cavalier noir sur case noire c5 · Pion noir sur case noire e5 · Fou noir sur case noire g5 · Tour noire sur case blanche h5 · Pion noir sur case noire b4 · Dame blanche sur case blanche c4 · Pion blanc sur case blanche e4 · Pion blanc sur case blanche f3 · Pion blanc sur case noire g3 · Pion blanc sur case noire b2 · Pion blanc sur case blanche c2 · Roi blanc sur case blanche g2 · Cavalier blanc sur case noire h2 · Tour blanche sur case blanche d1 · Tour blanche sur case noire e1 · Cavalier blanc sur case blanche f1 | Tour noire sur case noire h8 · Pion noir sur case blanche f7 · Roi noir sur case noire g7 · Dame noire sur case noire b6 · Pion noir sur case noire d6 · Pion noir sur case blanche g6 · Cavalier noir sur case noire c5 · Pion noir sur case noire e5 · Fou noir sur case noire g5 · Tour noire sur case blanche h5 · Pion noir sur case noire b4 · Dame blanche sur case blanche c4 · Pion blanc sur case blanche e4 · Pion blanc sur case blanche f3 · Pion blanc sur case noire g3 · Pion blanc sur case noire b2 · Pion blanc sur case blanche c2 · Roi blanc sur case blanche g2 · Cavalier blanc sur case noire h2 · Tour blanche sur case blanche d1 · Tour blanche sur case noire e1 · Cavalier blanc sur case blanche f1 | Tour noire sur case noire h8 · Pion noir sur case blanche f7 · Roi noir sur case noire g7 · Dame noire sur case noire b6 · Pion noir sur case noire d6 · Pion noir sur case blanche g6 · Cavalier noir sur case noire c5 · Pion noir sur case noire e5 · Fou noir sur case noire g5 · Tour noire sur case blanche h5 · Pion noir sur case noire b4 · Dame blanche sur case blanche c4 · Pion blanc sur case blanche e4 · Pion blanc sur case blanche f3 · Pion blanc sur case noire g3 · Pion blanc sur case noire b2 · Pion blanc sur case blanche c2 · Roi blanc sur case blanche g2 · Cavalier blanc sur case noire h2 · Tour blanche sur case blanche d1 · Tour blanche sur case noire e1 · Cavalier blanc sur case blanche f1 | Tour noire sur case noire h8 · Pion noir sur case blanche f7 · Roi noir sur case noire g7 · Dame noire sur case noire b6 · Pion noir sur case noire d6 · Pion noir sur case blanche g6 · Cavalier noir sur case noire c5 · Pion noir sur case noire e5 · Fou noir sur case noire g5 · Tour noire sur case blanche h5 · Pion noir sur case noire b4 · Dame blanche sur case blanche c4 · Pion blanc sur case blanche e4 · Pion blanc sur case blanche f3 · Pion blanc sur case noire g3 · Pion blanc sur case noire b2 · Pion blanc sur case blanche c2 · Roi blanc sur case blanche g2 · Cavalier blanc sur case noire h2 · Tour blanche sur case blanche d1 · Tour blanche sur case noire e1 · Cavalier blanc sur case blanche f1 | Tour noire sur case noire h8 · Pion noir sur case blanche f7 · Roi noir sur case noire g7 · Dame noire sur case noire b6 · Pion noir sur case noire d6 · Pion noir sur case blanche g6 · Cavalier noir sur case noire c5 · Pion noir sur case noire e5 · Fou noir sur case noire g5 · Tour noire sur case blanche h5 · Pion noir sur case noire b4 · Dame blanche sur case blanche c4 · Pion blanc sur case blanche e4 · Pion blanc sur case blanche f3 · Pion blanc sur case noire g3 · Pion blanc sur case noire b2 · Pion blanc sur case blanche c2 · Roi blanc sur case blanche g2 · Cavalier blanc sur case noire h2 · Tour blanche sur case blanche d1 · Tour blanche sur case noire e1 · Cavalier blanc sur case blanche f1 | 7 |
| 6 | Tour noire sur case noire h8 · Pion noir sur case blanche f7 · Roi noir sur case noire g7 · Dame noire sur case noire b6 · Pion noir sur case noire d6 · Pion noir sur case blanche g6 · Cavalier noir sur case noire c5 · Pion noir sur case noire e5 · Fou noir sur case noire g5 · Tour noire sur case blanche h5 · Pion noir sur case noire b4 · Dame blanche sur case blanche c4 · Pion blanc sur case blanche e4 · Pion blanc sur case blanche f3 · Pion blanc sur case noire g3 · Pion blanc sur case noire b2 · Pion blanc sur case blanche c2 · Roi blanc sur case blanche g2 · Cavalier blanc sur case noire h2 · Tour blanche sur case blanche d1 · Tour blanche sur case noire e1 · Cavalier blanc sur case blanche f1 | Tour noire sur case noire h8 · Pion noir sur case blanche f7 · Roi noir sur case noire g7 · Dame noire sur case noire b6 · Pion noir sur case noire d6 · Pion noir sur case blanche g6 · Cavalier noir sur case noire c5 · Pion noir sur case noire e5 · Fou noir sur case noire g5 · Tour noire sur case blanche h5 · Pion noir sur case noire b4 · Dame blanche sur case blanche c4 · Pion blanc sur case blanche e4 · Pion blanc sur case blanche f3 · Pion blanc sur case noire g3 · Pion blanc sur case noire b2 · Pion blanc sur case blanche c2 · Roi blanc sur case blanche g2 · Cavalier blanc sur case noire h2 · Tour blanche sur case blanche d1 · Tour blanche sur case noire e1 · Cavalier blanc sur case blanche f1 | Tour noire sur case noire h8 · Pion noir sur case blanche f7 · Roi noir sur case noire g7 · Dame noire sur case noire b6 · Pion noir sur case noire d6 · Pion noir sur case blanche g6 · Cavalier noir sur case noire c5 · Pion noir sur case noire e5 · Fou noir sur case noire g5 · Tour noire sur case blanche h5 · Pion noir sur case noire b4 · Dame blanche sur case blanche c4 · Pion blanc sur case blanche e4 · Pion blanc sur case blanche f3 · Pion blanc sur case noire g3 · Pion blanc sur case noire b2 · Pion blanc sur case blanche c2 · Roi blanc sur case blanche g2 · Cavalier blanc sur case noire h2 · Tour blanche sur case blanche d1 · Tour blanche sur case noire e1 · Cavalier blanc sur case blanche f1 | Tour noire sur case noire h8 · Pion noir sur case blanche f7 · Roi noir sur case noire g7 · Dame noire sur case noire b6 · Pion noir sur case noire d6 · Pion noir sur case blanche g6 · Cavalier noir sur case noire c5 · Pion noir sur case noire e5 · Fou noir sur case noire g5 · Tour noire sur case blanche h5 · Pion noir sur case noire b4 · Dame blanche sur case blanche c4 · Pion blanc sur case blanche e4 · Pion blanc sur case blanche f3 · Pion blanc sur case noire g3 · Pion blanc sur case noire b2 · Pion blanc sur case blanche c2 · Roi blanc sur case blanche g2 · Cavalier blanc sur case noire h2 · Tour blanche sur case blanche d1 · Tour blanche sur case noire e1 · Cavalier blanc sur case blanche f1 | Tour noire sur case noire h8 · Pion noir sur case blanche f7 · Roi noir sur case noire g7 · Dame noire sur case noire b6 · Pion noir sur case noire d6 · Pion noir sur case blanche g6 · Cavalier noir sur case noire c5 · Pion noir sur case noire e5 · Fou noir sur case noire g5 · Tour noire sur case blanche h5 · Pion noir sur case noire b4 · Dame blanche sur case blanche c4 · Pion blanc sur case blanche e4 · Pion blanc sur case blanche f3 · Pion blanc sur case noire g3 · Pion blanc sur case noire b2 · Pion blanc sur case blanche c2 · Roi blanc sur case blanche g2 · Cavalier blanc sur case noire h2 · Tour blanche sur case blanche d1 · Tour blanche sur case noire e1 · Cavalier blanc sur case blanche f1 | Tour noire sur case noire h8 · Pion noir sur case blanche f7 · Roi noir sur case noire g7 · Dame noire sur case noire b6 · Pion noir sur case noire d6 · Pion noir sur case blanche g6 · Cavalier noir sur case noire c5 · Pion noir sur case noire e5 · Fou noir sur case noire g5 · Tour noire sur case blanche h5 · Pion noir sur case noire b4 · Dame blanche sur case blanche c4 · Pion blanc sur case blanche e4 · Pion blanc sur case blanche f3 · Pion blanc sur case noire g3 · Pion blanc sur case noire b2 · Pion blanc sur case blanche c2 · Roi blanc sur case blanche g2 · Cavalier blanc sur case noire h2 · Tour blanche sur case blanche d1 · Tour blanche sur case noire e1 · Cavalier blanc sur case blanche f1 | Tour noire sur case noire h8 · Pion noir sur case blanche f7 · Roi noir sur case noire g7 · Dame noire sur case noire b6 · Pion noir sur case noire d6 · Pion noir sur case blanche g6 · Cavalier noir sur case noire c5 · Pion noir sur case noire e5 · Fou noir sur case noire g5 · Tour noire sur case blanche h5 · Pion noir sur case noire b4 · Dame blanche sur case blanche c4 · Pion blanc sur case blanche e4 · Pion blanc sur case blanche f3 · Pion blanc sur case noire g3 · Pion blanc sur case noire b2 · Pion blanc sur case blanche c2 · Roi blanc sur case blanche g2 · Cavalier blanc sur case noire h2 · Tour blanche sur case blanche d1 · Tour blanche sur case noire e1 · Cavalier blanc sur case blanche f1 | Tour noire sur case noire h8 · Pion noir sur case blanche f7 · Roi noir sur case noire g7 · Dame noire sur case noire b6 · Pion noir sur case noire d6 · Pion noir sur case blanche g6 · Cavalier noir sur case noire c5 · Pion noir sur case noire e5 · Fou noir sur case noire g5 · Tour noire sur case blanche h5 · Pion noir sur case noire b4 · Dame blanche sur case blanche c4 · Pion blanc sur case blanche e4 · Pion blanc sur case blanche f3 · Pion blanc sur case noire g3 · Pion blanc sur case noire b2 · Pion blanc sur case blanche c2 · Roi blanc sur case blanche g2 · Cavalier blanc sur case noire h2 · Tour blanche sur case blanche d1 · Tour blanche sur case noire e1 · Cavalier blanc sur case blanche f1 | 6 |
| 5 | Tour noire sur case noire h8 · Pion noir sur case blanche f7 · Roi noir sur case noire g7 · Dame noire sur case noire b6 · Pion noir sur case noire d6 · Pion noir sur case blanche g6 · Cavalier noir sur case noire c5 · Pion noir sur case noire e5 · Fou noir sur case noire g5 · Tour noire sur case blanche h5 · Pion noir sur case noire b4 · Dame blanche sur case blanche c4 · Pion blanc sur case blanche e4 · Pion blanc sur case blanche f3 · Pion blanc sur case noire g3 · Pion blanc sur case noire b2 · Pion blanc sur case blanche c2 · Roi blanc sur case blanche g2 · Cavalier blanc sur case noire h2 · Tour blanche sur case blanche d1 · Tour blanche sur case noire e1 · Cavalier blanc sur case blanche f1 | Tour noire sur case noire h8 · Pion noir sur case blanche f7 · Roi noir sur case noire g7 · Dame noire sur case noire b6 · Pion noir sur case noire d6 · Pion noir sur case blanche g6 · Cavalier noir sur case noire c5 · Pion noir sur case noire e5 · Fou noir sur case noire g5 · Tour noire sur case blanche h5 · Pion noir sur case noire b4 · Dame blanche sur case blanche c4 · Pion blanc sur case blanche e4 · Pion blanc sur case blanche f3 · Pion blanc sur case noire g3 · Pion blanc sur case noire b2 · Pion blanc sur case blanche c2 · Roi blanc sur case blanche g2 · Cavalier blanc sur case noire h2 · Tour blanche sur case blanche d1 · Tour blanche sur case noire e1 · Cavalier blanc sur case blanche f1 | Tour noire sur case noire h8 · Pion noir sur case blanche f7 · Roi noir sur case noire g7 · Dame noire sur case noire b6 · Pion noir sur case noire d6 · Pion noir sur case blanche g6 · Cavalier noir sur case noire c5 · Pion noir sur case noire e5 · Fou noir sur case noire g5 · Tour noire sur case blanche h5 · Pion noir sur case noire b4 · Dame blanche sur case blanche c4 · Pion blanc sur case blanche e4 · Pion blanc sur case blanche f3 · Pion blanc sur case noire g3 · Pion blanc sur case noire b2 · Pion blanc sur case blanche c2 · Roi blanc sur case blanche g2 · Cavalier blanc sur case noire h2 · Tour blanche sur case blanche d1 · Tour blanche sur case noire e1 · Cavalier blanc sur case blanche f1 | Tour noire sur case noire h8 · Pion noir sur case blanche f7 · Roi noir sur case noire g7 · Dame noire sur case noire b6 · Pion noir sur case noire d6 · Pion noir sur case blanche g6 · Cavalier noir sur case noire c5 · Pion noir sur case noire e5 · Fou noir sur case noire g5 · Tour noire sur case blanche h5 · Pion noir sur case noire b4 · Dame blanche sur case blanche c4 · Pion blanc sur case blanche e4 · Pion blanc sur case blanche f3 · Pion blanc sur case noire g3 · Pion blanc sur case noire b2 · Pion blanc sur case blanche c2 · Roi blanc sur case blanche g2 · Cavalier blanc sur case noire h2 · Tour blanche sur case blanche d1 · Tour blanche sur case noire e1 · Cavalier blanc sur case blanche f1 | Tour noire sur case noire h8 · Pion noir sur case blanche f7 · Roi noir sur case noire g7 · Dame noire sur case noire b6 · Pion noir sur case noire d6 · Pion noir sur case blanche g6 · Cavalier noir sur case noire c5 · Pion noir sur case noire e5 · Fou noir sur case noire g5 · Tour noire sur case blanche h5 · Pion noir sur case noire b4 · Dame blanche sur case blanche c4 · Pion blanc sur case blanche e4 · Pion blanc sur case blanche f3 · Pion blanc sur case noire g3 · Pion blanc sur case noire b2 · Pion blanc sur case blanche c2 · Roi blanc sur case blanche g2 · Cavalier blanc sur case noire h2 · Tour blanche sur case blanche d1 · Tour blanche sur case noire e1 · Cavalier blanc sur case blanche f1 | Tour noire sur case noire h8 · Pion noir sur case blanche f7 · Roi noir sur case noire g7 · Dame noire sur case noire b6 · Pion noir sur case noire d6 · Pion noir sur case blanche g6 · Cavalier noir sur case noire c5 · Pion noir sur case noire e5 · Fou noir sur case noire g5 · Tour noire sur case blanche h5 · Pion noir sur case noire b4 · Dame blanche sur case blanche c4 · Pion blanc sur case blanche e4 · Pion blanc sur case blanche f3 · Pion blanc sur case noire g3 · Pion blanc sur case noire b2 · Pion blanc sur case blanche c2 · Roi blanc sur case blanche g2 · Cavalier blanc sur case noire h2 · Tour blanche sur case blanche d1 · Tour blanche sur case noire e1 · Cavalier blanc sur case blanche f1 | Tour noire sur case noire h8 · Pion noir sur case blanche f7 · Roi noir sur case noire g7 · Dame noire sur case noire b6 · Pion noir sur case noire d6 · Pion noir sur case blanche g6 · Cavalier noir sur case noire c5 · Pion noir sur case noire e5 · Fou noir sur case noire g5 · Tour noire sur case blanche h5 · Pion noir sur case noire b4 · Dame blanche sur case blanche c4 · Pion blanc sur case blanche e4 · Pion blanc sur case blanche f3 · Pion blanc sur case noire g3 · Pion blanc sur case noire b2 · Pion blanc sur case blanche c2 · Roi blanc sur case blanche g2 · Cavalier blanc sur case noire h2 · Tour blanche sur case blanche d1 · Tour blanche sur case noire e1 · Cavalier blanc sur case blanche f1 | Tour noire sur case noire h8 · Pion noir sur case blanche f7 · Roi noir sur case noire g7 · Dame noire sur case noire b6 · Pion noir sur case noire d6 · Pion noir sur case blanche g6 · Cavalier noir sur case noire c5 · Pion noir sur case noire e5 · Fou noir sur case noire g5 · Tour noire sur case blanche h5 · Pion noir sur case noire b4 · Dame blanche sur case blanche c4 · Pion blanc sur case blanche e4 · Pion blanc sur case blanche f3 · Pion blanc sur case noire g3 · Pion blanc sur case noire b2 · Pion blanc sur case blanche c2 · Roi blanc sur case blanche g2 · Cavalier blanc sur case noire h2 · Tour blanche sur case blanche d1 · Tour blanche sur case noire e1 · Cavalier blanc sur case blanche f1 | 5 |
| 4 | Tour noire sur case noire h8 · Pion noir sur case blanche f7 · Roi noir sur case noire g7 · Dame noire sur case noire b6 · Pion noir sur case noire d6 · Pion noir sur case blanche g6 · Cavalier noir sur case noire c5 · Pion noir sur case noire e5 · Fou noir sur case noire g5 · Tour noire sur case blanche h5 · Pion noir sur case noire b4 · Dame blanche sur case blanche c4 · Pion blanc sur case blanche e4 · Pion blanc sur case blanche f3 · Pion blanc sur case noire g3 · Pion blanc sur case noire b2 · Pion blanc sur case blanche c2 · Roi blanc sur case blanche g2 · Cavalier blanc sur case noire h2 · Tour blanche sur case blanche d1 · Tour blanche sur case noire e1 · Cavalier blanc sur case blanche f1 | Tour noire sur case noire h8 · Pion noir sur case blanche f7 · Roi noir sur case noire g7 · Dame noire sur case noire b6 · Pion noir sur case noire d6 · Pion noir sur case blanche g6 · Cavalier noir sur case noire c5 · Pion noir sur case noire e5 · Fou noir sur case noire g5 · Tour noire sur case blanche h5 · Pion noir sur case noire b4 · Dame blanche sur case blanche c4 · Pion blanc sur case blanche e4 · Pion blanc sur case blanche f3 · Pion blanc sur case noire g3 · Pion blanc sur case noire b2 · Pion blanc sur case blanche c2 · Roi blanc sur case blanche g2 · Cavalier blanc sur case noire h2 · Tour blanche sur case blanche d1 · Tour blanche sur case noire e1 · Cavalier blanc sur case blanche f1 | Tour noire sur case noire h8 · Pion noir sur case blanche f7 · Roi noir sur case noire g7 · Dame noire sur case noire b6 · Pion noir sur case noire d6 · Pion noir sur case blanche g6 · Cavalier noir sur case noire c5 · Pion noir sur case noire e5 · Fou noir sur case noire g5 · Tour noire sur case blanche h5 · Pion noir sur case noire b4 · Dame blanche sur case blanche c4 · Pion blanc sur case blanche e4 · Pion blanc sur case blanche f3 · Pion blanc sur case noire g3 · Pion blanc sur case noire b2 · Pion blanc sur case blanche c2 · Roi blanc sur case blanche g2 · Cavalier blanc sur case noire h2 · Tour blanche sur case blanche d1 · Tour blanche sur case noire e1 · Cavalier blanc sur case blanche f1 | Tour noire sur case noire h8 · Pion noir sur case blanche f7 · Roi noir sur case noire g7 · Dame noire sur case noire b6 · Pion noir sur case noire d6 · Pion noir sur case blanche g6 · Cavalier noir sur case noire c5 · Pion noir sur case noire e5 · Fou noir sur case noire g5 · Tour noire sur case blanche h5 · Pion noir sur case noire b4 · Dame blanche sur case blanche c4 · Pion blanc sur case blanche e4 · Pion blanc sur case blanche f3 · Pion blanc sur case noire g3 · Pion blanc sur case noire b2 · Pion blanc sur case blanche c2 · Roi blanc sur case blanche g2 · Cavalier blanc sur case noire h2 · Tour blanche sur case blanche d1 · Tour blanche sur case noire e1 · Cavalier blanc sur case blanche f1 | Tour noire sur case noire h8 · Pion noir sur case blanche f7 · Roi noir sur case noire g7 · Dame noire sur case noire b6 · Pion noir sur case noire d6 · Pion noir sur case blanche g6 · Cavalier noir sur case noire c5 · Pion noir sur case noire e5 · Fou noir sur case noire g5 · Tour noire sur case blanche h5 · Pion noir sur case noire b4 · Dame blanche sur case blanche c4 · Pion blanc sur case blanche e4 · Pion blanc sur case blanche f3 · Pion blanc sur case noire g3 · Pion blanc sur case noire b2 · Pion blanc sur case blanche c2 · Roi blanc sur case blanche g2 · Cavalier blanc sur case noire h2 · Tour blanche sur case blanche d1 · Tour blanche sur case noire e1 · Cavalier blanc sur case blanche f1 | Tour noire sur case noire h8 · Pion noir sur case blanche f7 · Roi noir sur case noire g7 · Dame noire sur case noire b6 · Pion noir sur case noire d6 · Pion noir sur case blanche g6 · Cavalier noir sur case noire c5 · Pion noir sur case noire e5 · Fou noir sur case noire g5 · Tour noire sur case blanche h5 · Pion noir sur case noire b4 · Dame blanche sur case blanche c4 · Pion blanc sur case blanche e4 · Pion blanc sur case blanche f3 · Pion blanc sur case noire g3 · Pion blanc sur case noire b2 · Pion blanc sur case blanche c2 · Roi blanc sur case blanche g2 · Cavalier blanc sur case noire h2 · Tour blanche sur case blanche d1 · Tour blanche sur case noire e1 · Cavalier blanc sur case blanche f1 | Tour noire sur case noire h8 · Pion noir sur case blanche f7 · Roi noir sur case noire g7 · Dame noire sur case noire b6 · Pion noir sur case noire d6 · Pion noir sur case blanche g6 · Cavalier noir sur case noire c5 · Pion noir sur case noire e5 · Fou noir sur case noire g5 · Tour noire sur case blanche h5 · Pion noir sur case noire b4 · Dame blanche sur case blanche c4 · Pion blanc sur case blanche e4 · Pion blanc sur case blanche f3 · Pion blanc sur case noire g3 · Pion blanc sur case noire b2 · Pion blanc sur case blanche c2 · Roi blanc sur case blanche g2 · Cavalier blanc sur case noire h2 · Tour blanche sur case blanche d1 · Tour blanche sur case noire e1 · Cavalier blanc sur case blanche f1 | Tour noire sur case noire h8 · Pion noir sur case blanche f7 · Roi noir sur case noire g7 · Dame noire sur case noire b6 · Pion noir sur case noire d6 · Pion noir sur case blanche g6 · Cavalier noir sur case noire c5 · Pion noir sur case noire e5 · Fou noir sur case noire g5 · Tour noire sur case blanche h5 · Pion noir sur case noire b4 · Dame blanche sur case blanche c4 · Pion blanc sur case blanche e4 · Pion blanc sur case blanche f3 · Pion blanc sur case noire g3 · Pion blanc sur case noire b2 · Pion blanc sur case blanche c2 · Roi blanc sur case blanche g2 · Cavalier blanc sur case noire h2 · Tour blanche sur case blanche d1 · Tour blanche sur case noire e1 · Cavalier blanc sur case blanche f1 | 4 |
| 3 | Tour noire sur case noire h8 · Pion noir sur case blanche f7 · Roi noir sur case noire g7 · Dame noire sur case noire b6 · Pion noir sur case noire d6 · Pion noir sur case blanche g6 · Cavalier noir sur case noire c5 · Pion noir sur case noire e5 · Fou noir sur case noire g5 · Tour noire sur case blanche h5 · Pion noir sur case noire b4 · Dame blanche sur case blanche c4 · Pion blanc sur case blanche e4 · Pion blanc sur case blanche f3 · Pion blanc sur case noire g3 · Pion blanc sur case noire b2 · Pion blanc sur case blanche c2 · Roi blanc sur case blanche g2 · Cavalier blanc sur case noire h2 · Tour blanche sur case blanche d1 · Tour blanche sur case noire e1 · Cavalier blanc sur case blanche f1 | Tour noire sur case noire h8 · Pion noir sur case blanche f7 · Roi noir sur case noire g7 · Dame noire sur case noire b6 · Pion noir sur case noire d6 · Pion noir sur case blanche g6 · Cavalier noir sur case noire c5 · Pion noir sur case noire e5 · Fou noir sur case noire g5 · Tour noire sur case blanche h5 · Pion noir sur case noire b4 · Dame blanche sur case blanche c4 · Pion blanc sur case blanche e4 · Pion blanc sur case blanche f3 · Pion blanc sur case noire g3 · Pion blanc sur case noire b2 · Pion blanc sur case blanche c2 · Roi blanc sur case blanche g2 · Cavalier blanc sur case noire h2 · Tour blanche sur case blanche d1 · Tour blanche sur case noire e1 · Cavalier blanc sur case blanche f1 | Tour noire sur case noire h8 · Pion noir sur case blanche f7 · Roi noir sur case noire g7 · Dame noire sur case noire b6 · Pion noir sur case noire d6 · Pion noir sur case blanche g6 · Cavalier noir sur case noire c5 · Pion noir sur case noire e5 · Fou noir sur case noire g5 · Tour noire sur case blanche h5 · Pion noir sur case noire b4 · Dame blanche sur case blanche c4 · Pion blanc sur case blanche e4 · Pion blanc sur case blanche f3 · Pion blanc sur case noire g3 · Pion blanc sur case noire b2 · Pion blanc sur case blanche c2 · Roi blanc sur case blanche g2 · Cavalier blanc sur case noire h2 · Tour blanche sur case blanche d1 · Tour blanche sur case noire e1 · Cavalier blanc sur case blanche f1 | Tour noire sur case noire h8 · Pion noir sur case blanche f7 · Roi noir sur case noire g7 · Dame noire sur case noire b6 · Pion noir sur case noire d6 · Pion noir sur case blanche g6 · Cavalier noir sur case noire c5 · Pion noir sur case noire e5 · Fou noir sur case noire g5 · Tour noire sur case blanche h5 · Pion noir sur case noire b4 · Dame blanche sur case blanche c4 · Pion blanc sur case blanche e4 · Pion blanc sur case blanche f3 · Pion blanc sur case noire g3 · Pion blanc sur case noire b2 · Pion blanc sur case blanche c2 · Roi blanc sur case blanche g2 · Cavalier blanc sur case noire h2 · Tour blanche sur case blanche d1 · Tour blanche sur case noire e1 · Cavalier blanc sur case blanche f1 | Tour noire sur case noire h8 · Pion noir sur case blanche f7 · Roi noir sur case noire g7 · Dame noire sur case noire b6 · Pion noir sur case noire d6 · Pion noir sur case blanche g6 · Cavalier noir sur case noire c5 · Pion noir sur case noire e5 · Fou noir sur case noire g5 · Tour noire sur case blanche h5 · Pion noir sur case noire b4 · Dame blanche sur case blanche c4 · Pion blanc sur case blanche e4 · Pion blanc sur case blanche f3 · Pion blanc sur case noire g3 · Pion blanc sur case noire b2 · Pion blanc sur case blanche c2 · Roi blanc sur case blanche g2 · Cavalier blanc sur case noire h2 · Tour blanche sur case blanche d1 · Tour blanche sur case noire e1 · Cavalier blanc sur case blanche f1 | Tour noire sur case noire h8 · Pion noir sur case blanche f7 · Roi noir sur case noire g7 · Dame noire sur case noire b6 · Pion noir sur case noire d6 · Pion noir sur case blanche g6 · Cavalier noir sur case noire c5 · Pion noir sur case noire e5 · Fou noir sur case noire g5 · Tour noire sur case blanche h5 · Pion noir sur case noire b4 · Dame blanche sur case blanche c4 · Pion blanc sur case blanche e4 · Pion blanc sur case blanche f3 · Pion blanc sur case noire g3 · Pion blanc sur case noire b2 · Pion blanc sur case blanche c2 · Roi blanc sur case blanche g2 · Cavalier blanc sur case noire h2 · Tour blanche sur case blanche d1 · Tour blanche sur case noire e1 · Cavalier blanc sur case blanche f1 | Tour noire sur case noire h8 · Pion noir sur case blanche f7 · Roi noir sur case noire g7 · Dame noire sur case noire b6 · Pion noir sur case noire d6 · Pion noir sur case blanche g6 · Cavalier noir sur case noire c5 · Pion noir sur case noire e5 · Fou noir sur case noire g5 · Tour noire sur case blanche h5 · Pion noir sur case noire b4 · Dame blanche sur case blanche c4 · Pion blanc sur case blanche e4 · Pion blanc sur case blanche f3 · Pion blanc sur case noire g3 · Pion blanc sur case noire b2 · Pion blanc sur case blanche c2 · Roi blanc sur case blanche g2 · Cavalier blanc sur case noire h2 · Tour blanche sur case blanche d1 · Tour blanche sur case noire e1 · Cavalier blanc sur case blanche f1 | Tour noire sur case noire h8 · Pion noir sur case blanche f7 · Roi noir sur case noire g7 · Dame noire sur case noire b6 · Pion noir sur case noire d6 · Pion noir sur case blanche g6 · Cavalier noir sur case noire c5 · Pion noir sur case noire e5 · Fou noir sur case noire g5 · Tour noire sur case blanche h5 · Pion noir sur case noire b4 · Dame blanche sur case blanche c4 · Pion blanc sur case blanche e4 · Pion blanc sur case blanche f3 · Pion blanc sur case noire g3 · Pion blanc sur case noire b2 · Pion blanc sur case blanche c2 · Roi blanc sur case blanche g2 · Cavalier blanc sur case noire h2 · Tour blanche sur case blanche d1 · Tour blanche sur case noire e1 · Cavalier blanc sur case blanche f1 | 3 |
| 2 | Tour noire sur case noire h8 · Pion noir sur case blanche f7 · Roi noir sur case noire g7 · Dame noire sur case noire b6 · Pion noir sur case noire d6 · Pion noir sur case blanche g6 · Cavalier noir sur case noire c5 · Pion noir sur case noire e5 · Fou noir sur case noire g5 · Tour noire sur case blanche h5 · Pion noir sur case noire b4 · Dame blanche sur case blanche c4 · Pion blanc sur case blanche e4 · Pion blanc sur case blanche f3 · Pion blanc sur case noire g3 · Pion blanc sur case noire b2 · Pion blanc sur case blanche c2 · Roi blanc sur case blanche g2 · Cavalier blanc sur case noire h2 · Tour blanche sur case blanche d1 · Tour blanche sur case noire e1 · Cavalier blanc sur case blanche f1 | Tour noire sur case noire h8 · Pion noir sur case blanche f7 · Roi noir sur case noire g7 · Dame noire sur case noire b6 · Pion noir sur case noire d6 · Pion noir sur case blanche g6 · Cavalier noir sur case noire c5 · Pion noir sur case noire e5 · Fou noir sur case noire g5 · Tour noire sur case blanche h5 · Pion noir sur case noire b4 · Dame blanche sur case blanche c4 · Pion blanc sur case blanche e4 · Pion blanc sur case blanche f3 · Pion blanc sur case noire g3 · Pion blanc sur case noire b2 · Pion blanc sur case blanche c2 · Roi blanc sur case blanche g2 · Cavalier blanc sur case noire h2 · Tour blanche sur case blanche d1 · Tour blanche sur case noire e1 · Cavalier blanc sur case blanche f1 | Tour noire sur case noire h8 · Pion noir sur case blanche f7 · Roi noir sur case noire g7 · Dame noire sur case noire b6 · Pion noir sur case noire d6 · Pion noir sur case blanche g6 · Cavalier noir sur case noire c5 · Pion noir sur case noire e5 · Fou noir sur case noire g5 · Tour noire sur case blanche h5 · Pion noir sur case noire b4 · Dame blanche sur case blanche c4 · Pion blanc sur case blanche e4 · Pion blanc sur case blanche f3 · Pion blanc sur case noire g3 · Pion blanc sur case noire b2 · Pion blanc sur case blanche c2 · Roi blanc sur case blanche g2 · Cavalier blanc sur case noire h2 · Tour blanche sur case blanche d1 · Tour blanche sur case noire e1 · Cavalier blanc sur case blanche f1 | Tour noire sur case noire h8 · Pion noir sur case blanche f7 · Roi noir sur case noire g7 · Dame noire sur case noire b6 · Pion noir sur case noire d6 · Pion noir sur case blanche g6 · Cavalier noir sur case noire c5 · Pion noir sur case noire e5 · Fou noir sur case noire g5 · Tour noire sur case blanche h5 · Pion noir sur case noire b4 · Dame blanche sur case blanche c4 · Pion blanc sur case blanche e4 · Pion blanc sur case blanche f3 · Pion blanc sur case noire g3 · Pion blanc sur case noire b2 · Pion blanc sur case blanche c2 · Roi blanc sur case blanche g2 · Cavalier blanc sur case noire h2 · Tour blanche sur case blanche d1 · Tour blanche sur case noire e1 · Cavalier blanc sur case blanche f1 | Tour noire sur case noire h8 · Pion noir sur case blanche f7 · Roi noir sur case noire g7 · Dame noire sur case noire b6 · Pion noir sur case noire d6 · Pion noir sur case blanche g6 · Cavalier noir sur case noire c5 · Pion noir sur case noire e5 · Fou noir sur case noire g5 · Tour noire sur case blanche h5 · Pion noir sur case noire b4 · Dame blanche sur case blanche c4 · Pion blanc sur case blanche e4 · Pion blanc sur case blanche f3 · Pion blanc sur case noire g3 · Pion blanc sur case noire b2 · Pion blanc sur case blanche c2 · Roi blanc sur case blanche g2 · Cavalier blanc sur case noire h2 · Tour blanche sur case blanche d1 · Tour blanche sur case noire e1 · Cavalier blanc sur case blanche f1 | Tour noire sur case noire h8 · Pion noir sur case blanche f7 · Roi noir sur case noire g7 · Dame noire sur case noire b6 · Pion noir sur case noire d6 · Pion noir sur case blanche g6 · Cavalier noir sur case noire c5 · Pion noir sur case noire e5 · Fou noir sur case noire g5 · Tour noire sur case blanche h5 · Pion noir sur case noire b4 · Dame blanche sur case blanche c4 · Pion blanc sur case blanche e4 · Pion blanc sur case blanche f3 · Pion blanc sur case noire g3 · Pion blanc sur case noire b2 · Pion blanc sur case blanche c2 · Roi blanc sur case blanche g2 · Cavalier blanc sur case noire h2 · Tour blanche sur case blanche d1 · Tour blanche sur case noire e1 · Cavalier blanc sur case blanche f1 | Tour noire sur case noire h8 · Pion noir sur case blanche f7 · Roi noir sur case noire g7 · Dame noire sur case noire b6 · Pion noir sur case noire d6 · Pion noir sur case blanche g6 · Cavalier noir sur case noire c5 · Pion noir sur case noire e5 · Fou noir sur case noire g5 · Tour noire sur case blanche h5 · Pion noir sur case noire b4 · Dame blanche sur case blanche c4 · Pion blanc sur case blanche e4 · Pion blanc sur case blanche f3 · Pion blanc sur case noire g3 · Pion blanc sur case noire b2 · Pion blanc sur case blanche c2 · Roi blanc sur case blanche g2 · Cavalier blanc sur case noire h2 · Tour blanche sur case blanche d1 · Tour blanche sur case noire e1 · Cavalier blanc sur case blanche f1 | Tour noire sur case noire h8 · Pion noir sur case blanche f7 · Roi noir sur case noire g7 · Dame noire sur case noire b6 · Pion noir sur case noire d6 · Pion noir sur case blanche g6 · Cavalier noir sur case noire c5 · Pion noir sur case noire e5 · Fou noir sur case noire g5 · Tour noire sur case blanche h5 · Pion noir sur case noire b4 · Dame blanche sur case blanche c4 · Pion blanc sur case blanche e4 · Pion blanc sur case blanche f3 · Pion blanc sur case noire g3 · Pion blanc sur case noire b2 · Pion blanc sur case blanche c2 · Roi blanc sur case blanche g2 · Cavalier blanc sur case noire h2 · Tour blanche sur case blanche d1 · Tour blanche sur case noire e1 · Cavalier blanc sur case blanche f1 | 2 |
| 1 | Tour noire sur case noire h8 · Pion noir sur case blanche f7 · Roi noir sur case noire g7 · Dame noire sur case noire b6 · Pion noir sur case noire d6 · Pion noir sur case blanche g6 · Cavalier noir sur case noire c5 · Pion noir sur case noire e5 · Fou noir sur case noire g5 · Tour noire sur case blanche h5 · Pion noir sur case noire b4 · Dame blanche sur case blanche c4 · Pion blanc sur case blanche e4 · Pion blanc sur case blanche f3 · Pion blanc sur case noire g3 · Pion blanc sur case noire b2 · Pion blanc sur case blanche c2 · Roi blanc sur case blanche g2 · Cavalier blanc sur case noire h2 · Tour blanche sur case blanche d1 · Tour blanche sur case noire e1 · Cavalier blanc sur case blanche f1 | Tour noire sur case noire h8 · Pion noir sur case blanche f7 · Roi noir sur case noire g7 · Dame noire sur case noire b6 · Pion noir sur case noire d6 · Pion noir sur case blanche g6 · Cavalier noir sur case noire c5 · Pion noir sur case noire e5 · Fou noir sur case noire g5 · Tour noire sur case blanche h5 · Pion noir sur case noire b4 · Dame blanche sur case blanche c4 · Pion blanc sur case blanche e4 · Pion blanc sur case blanche f3 · Pion blanc sur case noire g3 · Pion blanc sur case noire b2 · Pion blanc sur case blanche c2 · Roi blanc sur case blanche g2 · Cavalier blanc sur case noire h2 · Tour blanche sur case blanche d1 · Tour blanche sur case noire e1 · Cavalier blanc sur case blanche f1 | Tour noire sur case noire h8 · Pion noir sur case blanche f7 · Roi noir sur case noire g7 · Dame noire sur case noire b6 · Pion noir sur case noire d6 · Pion noir sur case blanche g6 · Cavalier noir sur case noire c5 · Pion noir sur case noire e5 · Fou noir sur case noire g5 · Tour noire sur case blanche h5 · Pion noir sur case noire b4 · Dame blanche sur case blanche c4 · Pion blanc sur case blanche e4 · Pion blanc sur case blanche f3 · Pion blanc sur case noire g3 · Pion blanc sur case noire b2 · Pion blanc sur case blanche c2 · Roi blanc sur case blanche g2 · Cavalier blanc sur case noire h2 · Tour blanche sur case blanche d1 · Tour blanche sur case noire e1 · Cavalier blanc sur case blanche f1 | Tour noire sur case noire h8 · Pion noir sur case blanche f7 · Roi noir sur case noire g7 · Dame noire sur case noire b6 · Pion noir sur case noire d6 · Pion noir sur case blanche g6 · Cavalier noir sur case noire c5 · Pion noir sur case noire e5 · Fou noir sur case noire g5 · Tour noire sur case blanche h5 · Pion noir sur case noire b4 · Dame blanche sur case blanche c4 · Pion blanc sur case blanche e4 · Pion blanc sur case blanche f3 · Pion blanc sur case noire g3 · Pion blanc sur case noire b2 · Pion blanc sur case blanche c2 · Roi blanc sur case blanche g2 · Cavalier blanc sur case noire h2 · Tour blanche sur case blanche d1 · Tour blanche sur case noire e1 · Cavalier blanc sur case blanche f1 | Tour noire sur case noire h8 · Pion noir sur case blanche f7 · Roi noir sur case noire g7 · Dame noire sur case noire b6 · Pion noir sur case noire d6 · Pion noir sur case blanche g6 · Cavalier noir sur case noire c5 · Pion noir sur case noire e5 · Fou noir sur case noire g5 · Tour noire sur case blanche h5 · Pion noir sur case noire b4 · Dame blanche sur case blanche c4 · Pion blanc sur case blanche e4 · Pion blanc sur case blanche f3 · Pion blanc sur case noire g3 · Pion blanc sur case noire b2 · Pion blanc sur case blanche c2 · Roi blanc sur case blanche g2 · Cavalier blanc sur case noire h2 · Tour blanche sur case blanche d1 · Tour blanche sur case noire e1 · Cavalier blanc sur case blanche f1 | Tour noire sur case noire h8 · Pion noir sur case blanche f7 · Roi noir sur case noire g7 · Dame noire sur case noire b6 · Pion noir sur case noire d6 · Pion noir sur case blanche g6 · Cavalier noir sur case noire c5 · Pion noir sur case noire e5 · Fou noir sur case noire g5 · Tour noire sur case blanche h5 · Pion noir sur case noire b4 · Dame blanche sur case blanche c4 · Pion blanc sur case blanche e4 · Pion blanc sur case blanche f3 · Pion blanc sur case noire g3 · Pion blanc sur case noire b2 · Pion blanc sur case blanche c2 · Roi blanc sur case blanche g2 · Cavalier blanc sur case noire h2 · Tour blanche sur case blanche d1 · Tour blanche sur case noire e1 · Cavalier blanc sur case blanche f1 | Tour noire sur case noire h8 · Pion noir sur case blanche f7 · Roi noir sur case noire g7 · Dame noire sur case noire b6 · Pion noir sur case noire d6 · Pion noir sur case blanche g6 · Cavalier noir sur case noire c5 · Pion noir sur case noire e5 · Fou noir sur case noire g5 · Tour noire sur case blanche h5 · Pion noir sur case noire b4 · Dame blanche sur case blanche c4 · Pion blanc sur case blanche e4 · Pion blanc sur case blanche f3 · Pion blanc sur case noire g3 · Pion blanc sur case noire b2 · Pion blanc sur case blanche c2 · Roi blanc sur case blanche g2 · Cavalier blanc sur case noire h2 · Tour blanche sur case blanche d1 · Tour blanche sur case noire e1 · Cavalier blanc sur case blanche f1 | Tour noire sur case noire h8 · Pion noir sur case blanche f7 · Roi noir sur case noire g7 · Dame noire sur case noire b6 · Pion noir sur case noire d6 · Pion noir sur case blanche g6 · Cavalier noir sur case noire c5 · Pion noir sur case noire e5 · Fou noir sur case noire g5 · Tour noire sur case blanche h5 · Pion noir sur case noire b4 · Dame blanche sur case blanche c4 · Pion blanc sur case blanche e4 · Pion blanc sur case blanche f3 · Pion blanc sur case noire g3 · Pion blanc sur case noire b2 · Pion blanc sur case blanche c2 · Roi blanc sur case blanche g2 · Cavalier blanc sur case noire h2 · Tour blanche sur case blanche d1 · Tour blanche sur case noire e1 · Cavalier blanc sur case blanche f1 | 1 |
|   | a | b | c | d | e | f | g | h |   |

Richard Teichmann - Aaron Nimzowitsch, Tournoi d'échecs de Saint-Sébastien 1911
1. e4 e5 2. Cf3 d6 3. d4 Cf6 4. Cc3 Cbd7 5. Fc4 Fe7 6. 0-0 0-0 7. De2 c6 8. Fg5 h6 9. Fh4 Ch5 10. Fg3 Cxg3 11. hxg3 b5 12. Fd3 a6 13. a4 Fb7 14. Tad1 Dc7 (14...exd4 15. Cxd4 c5? 16. Cf5 c4 17. Dg4) 15. axb5 axb5 16. g4 « La façon dont Nimzovich s’approprie la colonne h et opère en même temps sur l’autre aile est vraiment fascinante » Tfe8 17. d5 b4 18. dxc6 Fxc6 19. Cb1 Cc5 20. Cbd2 Dc8 21. Fc4 g6 (21...Dxg4? Fxf7+) 22. g3 Rg7 23. Ch2 Fg5 24. f3 Dc7 25. Tfe1 Th8 26. Cdf1 h5 27. gxh5 Txh5 28. Fd5 Tah8 29. Fxc6 Dxc6 30. Dc4 Db6 31. Rg2 Ce6! Nimzowitsch : « louchant vers d4 mais menaçant simultanément l'aile-roi » (la menace est ...Ff4! dans l'optique de l'attaque Txh2+ 33. Cxh2 Txh2+ 34. Rxh2 Df2+) 32. Te2 (32. Td5 Txh2+ 33. Cxh2 Txh2+ 34. Rxh2 Df2+) 32...Cd4 33. Tee1 (33. Tf2 Fe3!) 33...Db7! « ...Tc8 est imparable. Voilà un bon exemple d'exploitation de plusieurs faiblesses » 34. Txd4 exd4 avec une position dominante des Noirs.